# Trixiceps magnipalpis
Trixiceps magnipalpis är en tvåvingeart som först beskrevs av Mario Bezzi 1922.  Trixiceps magnipalpis ingår i släktet Trixiceps och familjen parasitflugor. Inga underarter finns listade i Catalogue of Life.